# Michel Despland
Michel Despland (1936-2018) est un universitaire canadien né à Lausanne. Ses travaux, publiés en français et en anglais, portent principalement sur l'histoire idées et des théories de la religion.

## Cursus universitaire
Michel Despland a commencé ses études à l'université de Lausanne. Il les a poursuivies à l'université d'Édimbourg puis à Harvard où il obtint un doctorat de théologie en 1966. À partir de 1964, il a enseigné à Montréal, au campus Sir George Williams de l'Université Concordia, dont il fut ensuite professeur émérite.
Michel Despland est président de la Société québécoise pour l'étude de la religion (SQER). Il est aussi membre de la Société royale du Canada. Il a siégé au comité universitaires des programmes. En 2014 il obtient un doctorat honoris causa de l'Université du Québec à Montréal.